# Listă de edituri din România

Aceasta este o listă de edituri din România, care le cuprinde și pe cele desființate.

## A
- Editura Academiei Române
- Editura Adevărul Holding
- Editura Albatros
- Editura ALL
- Editura ALLFA
- Editura Arania

## C
- Editura Canonica
- Editura Cartea de Nisip
- Editura Cartea Universitară
- Editura Casa Cărții de Știință
- Editura Casa de Pariuri Literare
- Editura Călin
- Editura Corint
- Editura Curtea Veche

## D
- Editura Dacia - Cluj*
- Editura Didactică și Pedagogică

## F
- Editura Facla

## H
- Editura Hamangiu
- Editura Hasefer
- Editura Herald
- Editura Historia
- Editura Humanitas

## I
- Editura IDEA

## K
- Editura Kriterion

## L
- Editura Litera

## M
- Editura Meridiane
- Editura Meronia
- Editura Minerva
- Editura Militară

## N
- Editura Nemira

## P
- Editura Paralela 45
- Editura Polirom
- Editura „Politehnica”
- Editura Politică
- Editura Publica

## R
- Editura Rao

## S
- Editura Salco
- Editura Scrisul Românesc
- Editura Sfântul Ierarh Nicolae
- Editura Sfântul Ioan
- Editura Socec
- Editura Sport-Turism

## Ș
- Editura Științifică și Enciclopedică

## T
- Editura Teora
- Editura Tehnică
- Editura Tineretului
- Editura Triskelion

## U
- Editura Univers Enciclopedic
- Editura Universității din București